# Nièr beurre

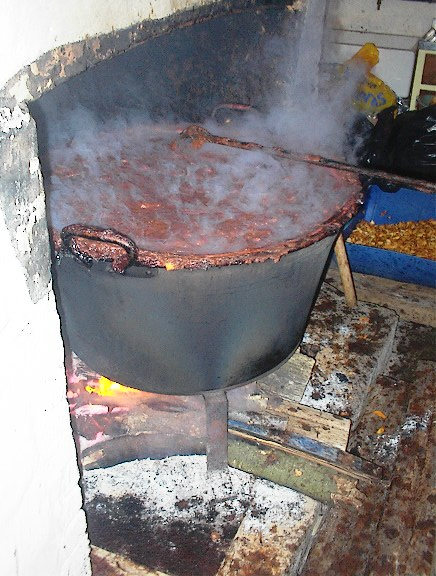
Cuisson du nièr beurre à Jersey.

Le nièr beurre (terme en vieux normand, ou en français : « beurre noir », ou en anglais : black butter) est une mélasse à base de pommes cuites et de cidre, préparée traditionnellement à Jersey. Le nièr beurre s'apparente au sirop de Liège.

## Présentation
Le nièr beurre contrairement à son appellation, n'est pas du beurre et aucun ingrédient lacté ne compose sa préparation. 
Le nièr beurre se prépare en septembre après la cueillette des pommes et des pommes à cidre. Les pommes sont pelées et coupées en quartiers, puis mélangées avec du cidre et brassées avec un ajout de sucre et d'épices. On y ajoute de la réglisse et des zestes de citron.
Une fois la préparation terminée, elle est cuite pendant une quinzaine d'heures dans des chaudrons en cuivre, placés dans des cheminées sur des feux de bois. L'eau s'évapore et la marmelade est régulièrement brassée. Quand la cuisson est terminée, le beurre noir de Jersey ressemble à un sirop épais, confiture ou chutney, que l'on tartine sur des tranches de pain ou de brioche.
À l'époque où l'île de Jersey était une région de grande production de pommes, le cidre était la boisson nationale des îliens. La préparation du beurre noir donnait lieu à de grandes festivités traditionnelles appelées « les faites du nièr beurre ».

## Galerie de photographies
Vues photographiques de la cuisson traditionnelle du nièr beurre dans un chaudron en cuivre au feu de bois dans une large cheminée. La préparation doit être remuée régulièrement pendant la trentaine d'heures que dure la cuisson.

Fabrication du Nièr beurre à Jersey
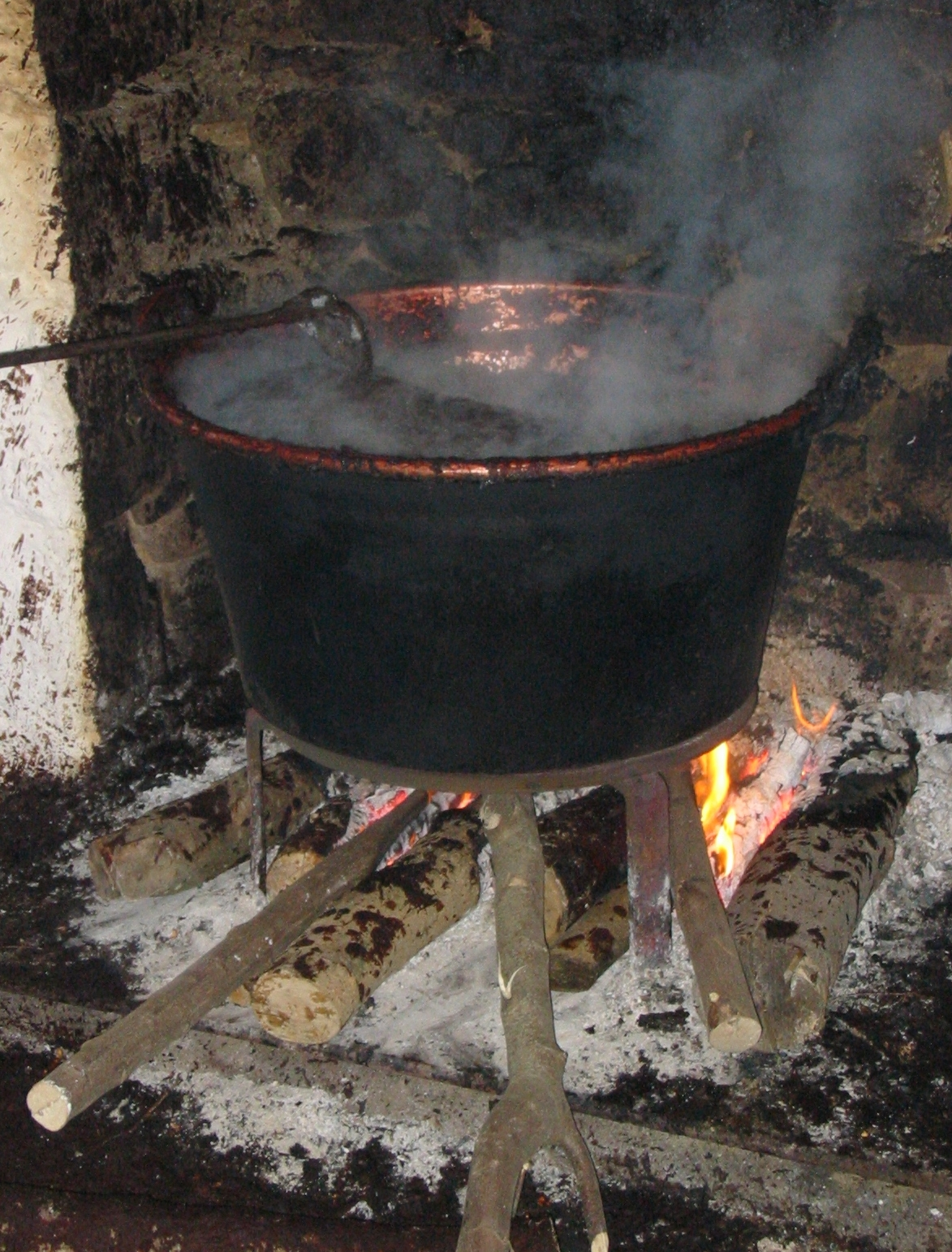
Cuisson dans un chaudron en cuivre.
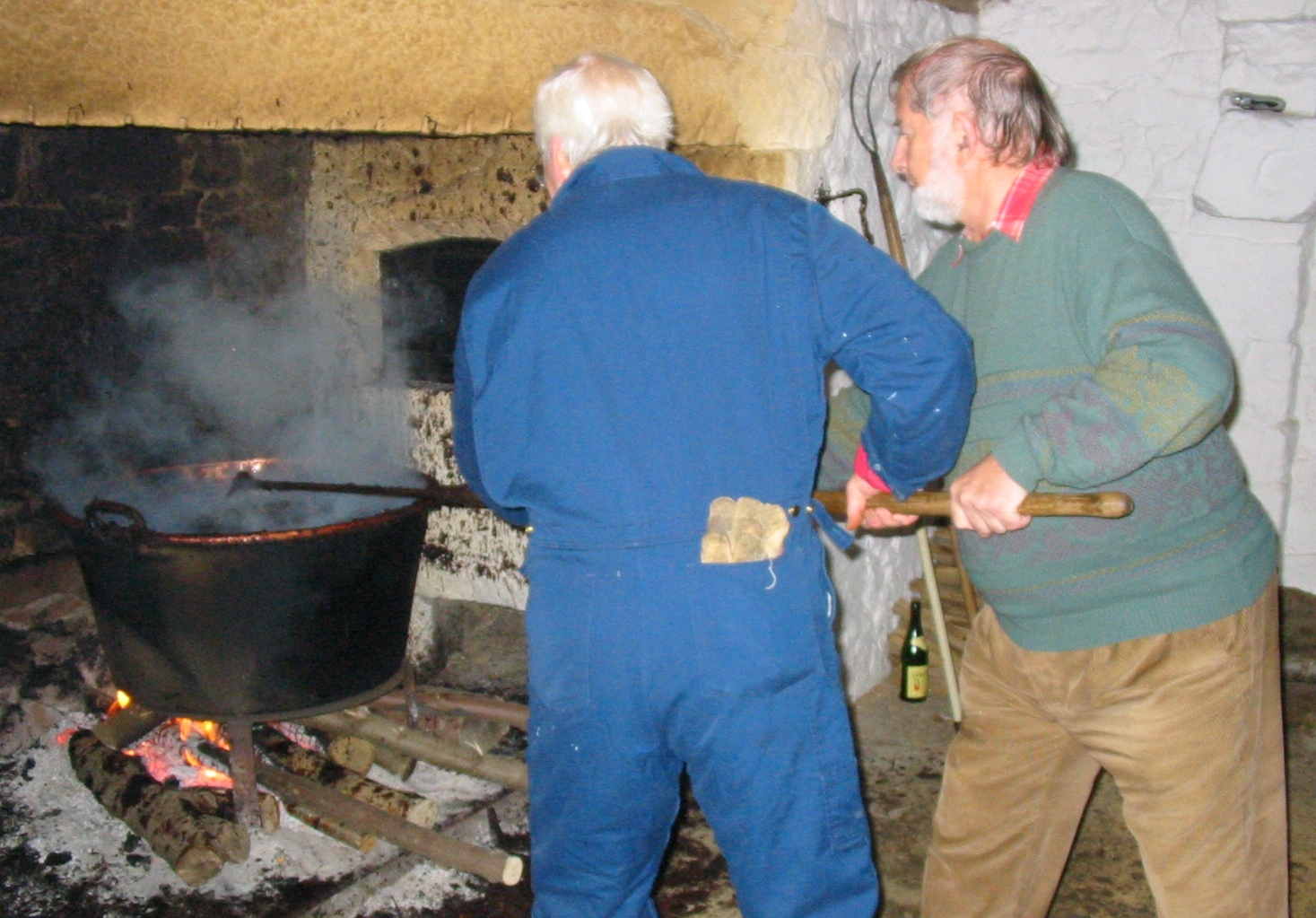
Remuer le nièr beurre pendant la cuisson.
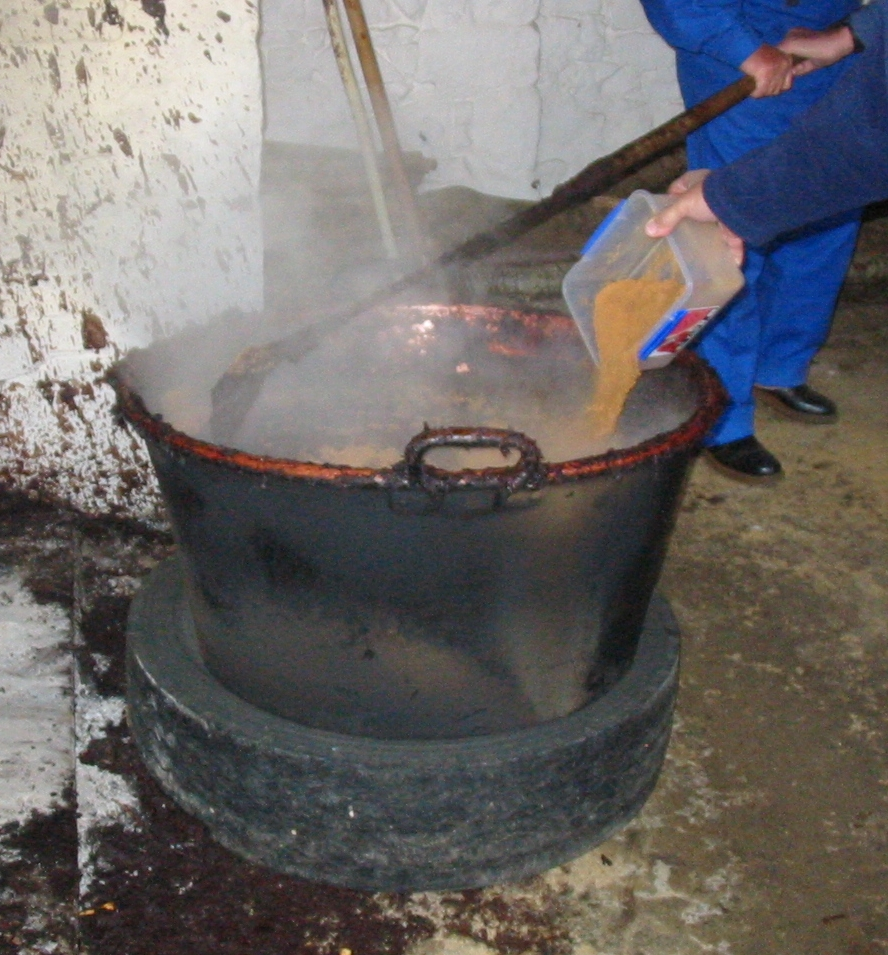
Ajout des épices.
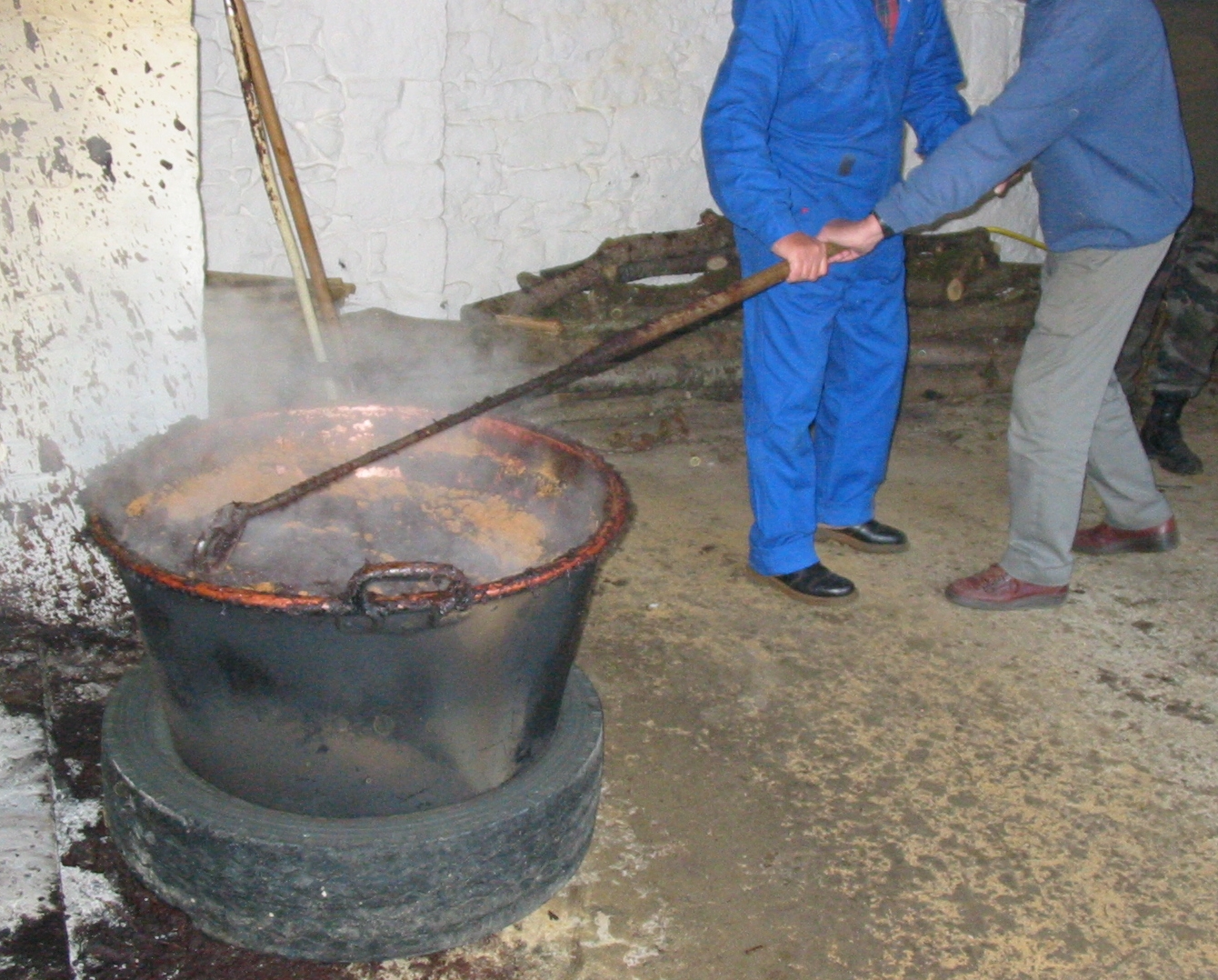
Remuer avec tous les ingrédients.
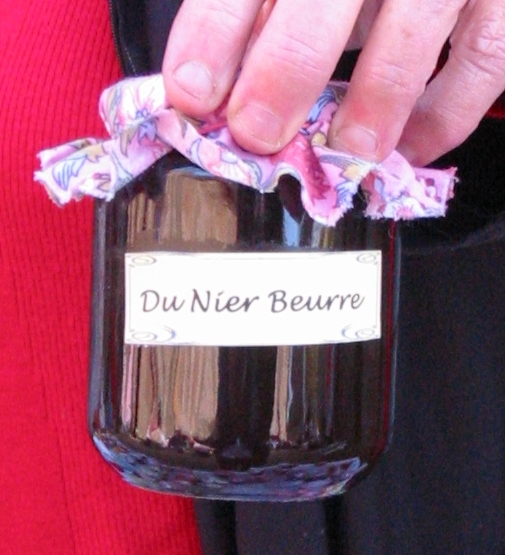
Pot de nièr beurre.
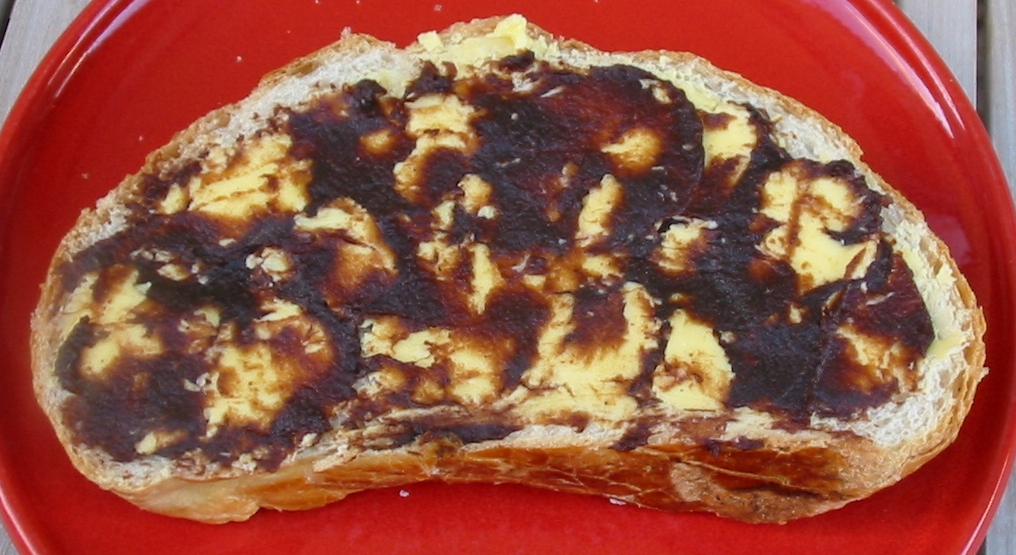
Tartine de beurre noir de Jersey.

## Préservation des coutumes et traditions
De nos jours, ces coutumes et traditions perdurent à Jersey. Ils sont encore cinq ou six anciens à le fabriquer. La préparation demande 30 heures de cuisson, toujours dans un chaudron en cuivre, sur un feu de bois. On la rencontre en particulier à la ferme des Ormes (The Elms), dans le village de Sainte-Marie. Cette ferme est la propriété du National Trust for Jersey, organisme officiel chargé de la préservation du patrimoine bâti, des coutumes et traditions,.